# Małżeńska wspólność majątkowa
Małżeńska wspólność majątkowa – kategoria małżeńskiego ustroju majątkowego zakładająca współwłasność przedmiotów majątkowych nabytych przez małżonków w zakresie określonym przez ustawę bądź umowę. Wyróżnia się trzy rodzaje małżeńskiej wspólności majątkowej: ustawową, umowną ograniczoną i umowną rozszerzoną.

## Wspólność majątkowa ustawowa
Powstaje automatycznie w chwili zawarcia małżeństwa, chyba że małżonkowie przed wstąpieniem w związek małżeński wyłączyli ją, zawierając małżeńską umowę majątkową, albo jej istnienie jest niedopuszczalne z mocy prawa.
Wspólność ta jest szczególnym rodzajem współwłasności łącznej. Jest to wspólność bezudziałowa, a w czasie jej trwania małżonkowie nie mogą rozporządzać swoimi prawami do majątku wspólnego, jako całości. Ponadto żadne z małżonków nie może rozporządzić ani zobowiązać się do rozporządzenia udziałem, który mu przypadnie w majątku wspólnym w chwili ustania wspólności. Małżonek w czasie trwania wspólności ustawowej nie może również żądać podziału majątku wspólnego. Wspólność ta jest wspólnością masy majątkowej, to znaczy obejmuje cały zbiór praw majątkowych takich jak własność i inne prawa rzeczowe czy wierzytelności.  
W małżeństwie, w którym obowiązuje ustrój wspólności majątkowej ustawowej, występują trzy masy majątkowe: majątek wspólny małżonków oraz dwa majątki osobiste każdego z małżonków.  Majątki te zwykle w trakcie trwania wspólności ustawowej nie są wyodrębnione i stanowią jedną całość gospodarczą. Ich podział następuje dopiero po ustaniu wspólności. Rozdzielenie takie może być dokonane w drodze umowy pomiędzy małżonkami lub może być wynikiem postępowania sądowego o podział majątku wspólnego.
Wspólność ta jest uregulowana w tytule I dziale III rozdziale I kodeksu rodzinnego i opiekuńczego.

## Wspólność majątkowa umowna rozszerzona
Powstaje w drodze małżeńskiej umowy majątkowej i stanowi rozszerzenie wspólności majątkowej ustawowej na przedmioty majątkowe wchodzące w skład majątku osobistego. Granicą dla rozszerzenia wspólności jest art. 49 kodeksu rodzinnego i opiekuńczego. Stanowi on, iż nie można przez umowę majątkową małżeńską rozszerzyć wspólności na:
1) przedmioty majątkowe, które przypadną małżonkowi z tytułu dziedziczenia, zapisu lub darowizny,  
2) prawa majątkowe, które wynikają ze wspólności łącznej podlegającej odrębnym przepisom np. wspólność majątkowa wspólników spółki cywilnej,  
3) prawa niezbywalne, które mogą przysługiwać tylko jednej osobie np. służebności osobiste  
4) wierzytelności z tytułu odszkodowania za uszkodzenie ciała lub wywołanie rozstroju zdrowia, o ile nie wchodzą one do wspólności ustawowej, jak również wierzytelności z tytułu zadośćuczynienia za doznaną krzywdę,  
5) niewymagalne jeszcze wierzytelności o wynagrodzenie za pracę lub z tytułu innej działalności zarobkowej każdego z małżonków.
Te pięć kategorii przedmiotów majątkowych ma jedną istotną cechę wspólną, mianowicie wszystkie z nich są ściśle związane jedynie z osobą której przysługują.   
W razie wątpliwości uważa się, że przedmioty służące wyłącznie do zaspokajania osobistych potrzeb jednego z małżonków nie wchodzą w skład umownej wspólności majątkowej. 
Do wspólności majątkowej umownej rozszerzonej w zakresie nieuregulowanym art. 48 - 501 kodeksu rodzinnego i opiekuńczego stosuje się odpowiednio, to znaczy z uwzględnieniem odrębności, przepisy o wspólności majątkowej ustawowej.

## Wspólność majątkowa umowna ograniczona
Powstaje w drodze małżeńskiej umowy majątkowej i stanowi ograniczenie wspólności majątkowej ustawowej. Ograniczenie to polega na wyłączeniu z majątku wspólnego niektórych jego składników.
Prawo nie stawia żadnych barier w zakresie ograniczenia wspólności majątkowej ustawowej w drodze umowy.